# Sanni Franssi
Sanni Maija Franssi, född 19 mars 1995 i Vasa, är en finländsk fotbollsspelare som spelar för det spanska Primera División-klubben Real Sociedad och det finländska landslaget. Hon har tidigare spelat för PK-35, FC Zürich, Juventus och Fortuna Hjørring.